# Крук великодзьобий
Крук великодзьобий (Corvus albicollis) — вид горобцеподібних птахів роду Крук (Corvus) родини Воронові (Corvidae).

## Опис
Має чорне забарвлення з бронзовим відблиском, великі розміри, широкі крила, короткий хвіст, білий клапоть на потилиці, великий вигнутий чорний дзьоб з білим кінчиком. Довжина 50—54 см, розмах крил 376—430 мм, вага 762—865 грамів.

## Спосіб життя
Має добрий нюх і часто першим знаходить мертву тварину. Він також часто подорожує на довгі дистанції в пошуках їжі. Фрукти, зерно, комахи, дрібні рептилії, арахіс і продукти харчування людини також легко споживає і живиться на задніх дворах і в садах абсолютно відкрито. Період розмноження з вересня по лютий і залежить від місця проживання. Гніздова чаша виготовляється з палиць і встеляється травою і вовною. Гніздо будується в основному на скельних виступах, але зрідка на дереві. Як правило, насиджується 3–5 яєць. Вигук звучить як «краак» чи «квуук».

## Ареал та місця існування
Країни проживання: Бурунді; Демократична Республіка Конго; Кенія; Лесото; Малаві; Мозамбік; Намібія; Руанда; ПАР; Есватіні; Танзанія; Уганда; Замбія; Зімбабве.
Населяє відкриті гористі землі у східній та південній частині Африки, включаючи землі з деяким рідколіссям і часто спостерігається навколо селищ.